# La rinuncia di Jake
La rinuncia di Jake (Jake's Thing) è un romanzo di Kingsley Amis pubblicato nel 1978, anno in cui è stato scelto tra i finalisti del Booker Prize.
Il romanzo segue la vita di Jacques Richardson, detto Jake, un fellow dell'Università di Oxford di 59 anni che lotta per superare la sua perdita di libido. Il libro utilizza le caratteristiche di Amis, come spirito e tagliente critica sociale. Venne scritto durante il rapido inasprimento delle relazioni tra Amis e la moglie Elizabeth Jane Howard, e forse per tale motivo è ancora più amaro dei romanzi precedenti. Altri obiettivi della satira brutale di Amis includono i trasporti e gli alloggi, i medici, la psicologia moderna e il sistema educativo. Jake è ritratto come un burbero vecchio e triste, senza contatti con il mondo, incapace di funzionare in situazioni sociali e paralizzato dai suoi pregiudizi.

## Edizione italiana
- La rinuncia di Jake, traduzione di Maria Gallone, Novara, Editoriale Nuova, 1980.